# Coulommes-et-Marqueny

Coulommes-et-Marqueny este o comună în departamentul Ardennes din nordul Franței. În 1 ianuarie 2022 avea o populație de 75 de locuitori.